# Payogasta
Payogasta è un comune dell'Argentina, appartenente alla provincia di Salta, nel dipartimento di Cachi, sito a 15 km dal capoluogo dipartimentale Cachi.
In base al censimento del 2001, contava 2.026 abitanti, con un incremento del 17% rispetto al censimento precedente (1991).

## Geografia
Località del comune sono: Payogasta (sede del comune), Tonco, Piul, Bella Vista, Buena Vista e Cortaderal.